# 白羊宮の巨星
『白羊宮の巨星』（はくようきゅうのきょせい、The Best Of Vangelis ）は、ヴァンゲリスが1978年に発表したベスト・アルバム。「白羊宮」とは西洋占星術で言う牡羊座(Aries)のことで、ヴァンゲリスの星座でもある。

## 収録曲
1. パルスター - Pulstar (5:46)
2. 螺旋 - Spiral (6:56)
3. 見知らぬ男 - To The Unknown Man (9:02)
4. 反射率0.39 - Albedo 0.39 (4:24)
5. バッカス祭 - Bacchanale (4:44) ※天国と地獄・パート1・第1楽章
6. 白羊宮 - Aries (5:40) ※天国と地獄・パート2・第4楽章
7. 霊感の舘（抜粋） - Beaubourg Excerpt (10:34)
8. ソー・ロング・アゴー、ソー・クリアー - So Long Ago, So Clear (5:04)

- 日本語曲名及び収録時間は日本国内盤LP(RVP-6361)による。
- 6.は他のベスト盤では後半部分（約3:29）が「A Way」の曲名で収録されることがある。
- 6.の※部分の注記はLPの曲名部分には表示されていない。
- 7.はパート1からの抜粋。
- 8.は天国と地獄・パート1の第5楽章として収録されることがある。
- 8.はイエスのジョン・アンダーソンがヴォーカルで参加している。

## 概要
ヴァンゲリスがポリドールに移籍するのに際して、RCAレコードでリリースした4枚のアルバムから曲を選択して編集されたアルバム。2024年現在、日本国内盤CDはリリースされていないが、海外ではウィンダム・ヒルがリリースしている。